# Alex Finlay
Alexander "Alex" Finlay (14 de noviembre de 1887 - 2 de marzo de 1963) fue un político australiano. 

## Biografía
Nacido en Melbourne, se mudó a Australia Meridional  siendo niño y recibió educación primaria en Adelaida. Se convirtió en un pintor y organizador en la Coachbuilders' Union. Después de servir en el ejército entre 1914 y 1918,  fue presidente federal del Sindicato de constructores de vehículos (sucesor del Coachbuilders' Unión). En 1943,  fue elegido al Senado australiano como senador de laborista por Australia Meridional. Mantuvo el asiento hasta su jubilación en 1953. 
Finalmente, moriría en 1963.